# Салчак, Галина Алексеевна
Галина Алексеевна Салча́к (4 октября 1949 года, Кызыл, Тувинская автономная область, РСФСР — 15 мая 2016) — российский государственный деталь, депутат Государственной Думы РФ второго созыва.

## Биография
В 1973 г. окончила МСХА имени К. А. Тимирязева. В 1974–1981 гг. работала главным экономистом совхоза «Алдан-Маадыр» Сут-Хольского района, а в 1981–1985 годах — главным экономистом управления сельского хозяйства Дзун-Хемчикского района. 
В 1985—1992 гг. — старший ревизор-инспектор министерства финансов Тувинской АССР, в 1992—1994 гг. — начальник отдела финансирования сельского хозяйства министерства финансов Республики Тыва.
В 1994—1995 гг. — министр финансов Республики Тыва. В декабре 1995 г. была избрана депутатом Государственной Думы РФ второго созыва. Член комитета по бюджету, налогам, банкам и финансам. Член фракции НДР.
С 16 января 1996 года по 21 января 1999 года — член фракции Всероссийского общественно-политического движения «Наш дом — Россия». С 22 января 1999 года по 1 ноября 1999 г. не состояла в депутатских объединениях. С ноября 1999 г. член депутатской группы «Российские регионы».

## Награды и звания
- Нагрудный знак федерального Минфина «Отличник финансовой работы»[1].
- Заслуженный экономист РФ[1].
- Заслуженный работник Республики Тува[1].